# Kościół Adolfa Fryderyka w Sztokholmie
Kościół Adolfa Fryderyka w Sztokholmie (szw. Adolf Fredriks kyrka) – kościół parafialny Kościoła Szwecji (wyznania ewangelicko-luterańskiego). Jest położony w obrębie ulic: Sveavägen-Adolf Fredriks kyrkogata-Holländargatan-Kammakargatan.
Kościół ma status zabytku sakralnego według rozdz. 4 Kulturminneslagen (pol. Prawo o pamiątkach kultury) ponieważ został wzniesiony do końca 1939 (3 §).

## Historia
Na miejscu obecnego kościoła znajdowała się wcześniej, wzniesiona w 1674, drewniana kaplica cmentarna pod wezwaniem św. Olafa.
Kościół zaprojektował Carl Fredrik Adelcrantz. Kamień węgielny położył w 1768 król Adolf Fryderyk, który stał się przez to patronem kościoła. Budowa trwała pięć lat. Kościół wznoszono wokół kaplicy, która pozostawała na swoim miejscu i była wykorzystywana w trakcie budowy. W niedziele, 28 listopada 1774 nowo wybudowany kościół został konsekrowany przez króla Gustawa III oraz księcia Södermanland, przyszłego króla Karola XIII). W akcie konsekracji wzięli też udział: biskup Herwegr, wikariusze parafialni oraz kapelmistrz dworski Francesco Uttini. w tym samym czasie rozebrano kaplicę. W latach 1776–1783 wzniesiono wieżę z kopułą. 
W 1785 kościół otrzymał ołtarz główny a rok później ambonę, według projektu Adelcrantza.
W 1829 rozbudowano prezbiterium a w latach 1866–1867 wybudowano empory. 
W latach 1957–1959 dokonano renowacji świątyni pod kierunkiem Davida Dahla. W latach 1992–1993 miała miejsce kolejna renowacja, która objęła fasadę, okna i dach świątyni.

## Architektura
Kościół Adolfa Fryderyka jest wzniesiony w stylu neoklasycystycznym z elementami rokoka na planie krzyża greckiego, którego ramiona wschodnie i zachodnie są nieznacznie wydłużone, tworząc prezbiterium z zakrystią (wschodnie) i nawę główną (zachodnie). Na przecięciu naw wzniesiono na szerokim, kwadratowym postumencie niewysoką wieżę (54 m), zwieńczoną kopułą z latarnią. Konstrukcja wieży jest drewniana. 
Kościół ma pięć dzwonów: trzy z nich wiszą w wieży a dwa w latarni. Dzwon główny został odlany w warsztacie Grönvalla w 1814 i powtórnie w 1826. Trzy kolejne dzwony zostały pierwotnie odlane jeszcze w 1674 dla dzwonnicy przy kaplicy św. Olafa. W XIX i XX wieku odlewano je powtórnie. Ostatni, piąty dzwon odlany został w 1727 przez ludwisarza Gerharda Meyera. W 1977 zainstalowano carillon złożony z 24 dzwonów.

### Wystrój wnętrza
Wnętrze świątyni, mogące pomieścić ok. 1400 osób, zostało w latach 1893–1895 przebudowane przez architekta Agi Lindegrena, który usunął wiele z pierwotnego wystroju dodając stiuki i reliefy. Nienaruszone pozostały jedynie ołtarz główny i ambona. W latach 1899–1900 Julius Kronberg ozdobił kopulę malowidłami o tematyce biblijnej.
Ołtarz główny wykonał Johan Tobias Sergel. Przedstawia on zmartwychwstanie Chrystusa. Ten sam artysta wykonał również nagrobek Kartezjusza na przykościelnym cmentarzu. 
Organy zostały zbudowane przez firmę Grönlund w 1966 roku i mają 45 głosów.
Srebrne sprzęty liturgiczne zaprojektował Sigurd Persson.

## Przykościelny cmentarz
Na przykościelnym cmentarzu rośnie stary drzewostan. Wzdłuż dróg cmentarnych posadzono rzędy lip tworząc w ten sposób aleje prowadzące prostopadle na wschód, południe i północ od odpowiednich portali kościoła. Aleje są wyłożone płytami chodnikowymi natomiast plac przed głównym, zachodnim portalem jest wyłożony kostką brukową. Mniejsze alejki cmentarne zostały wytyczone w 1900 i są wyłożone grysem.
Na cmentarzu spoczywają m.in. znane osobistości ze świata szwedzkiej kultury i polityki:
- Johan Tobias Sergel,
- Hjalmar Branting,
- Olof Palme,
- Sven Hedin.

W latach 1650–1666 spoczywał tu również Kartezjusz, dopóki jego zwłok nie ekshumowano i nie przewieziono do Francji.

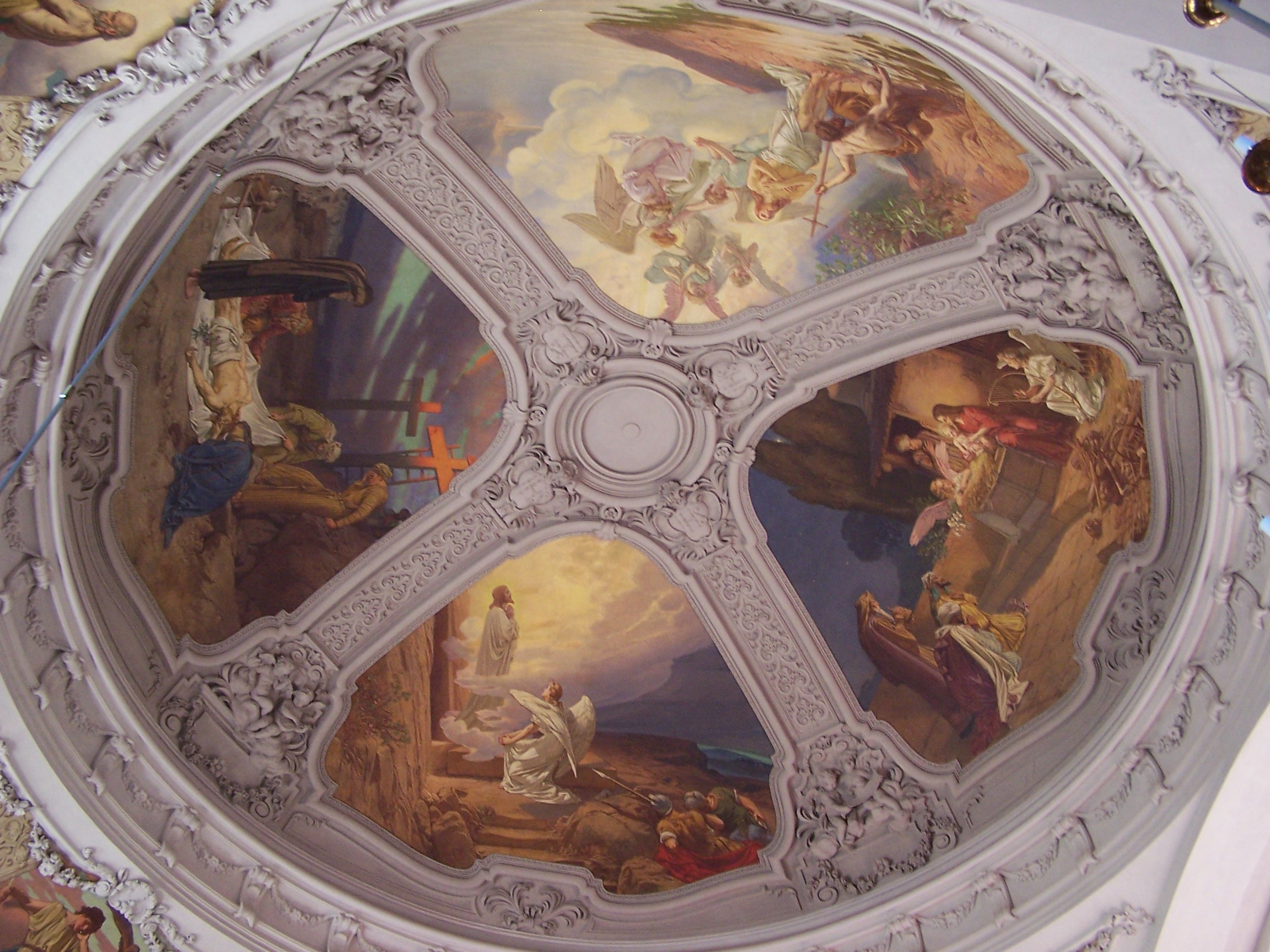
Kopuła – malowidła i stiuki autorstwa Juliusa Kronberga
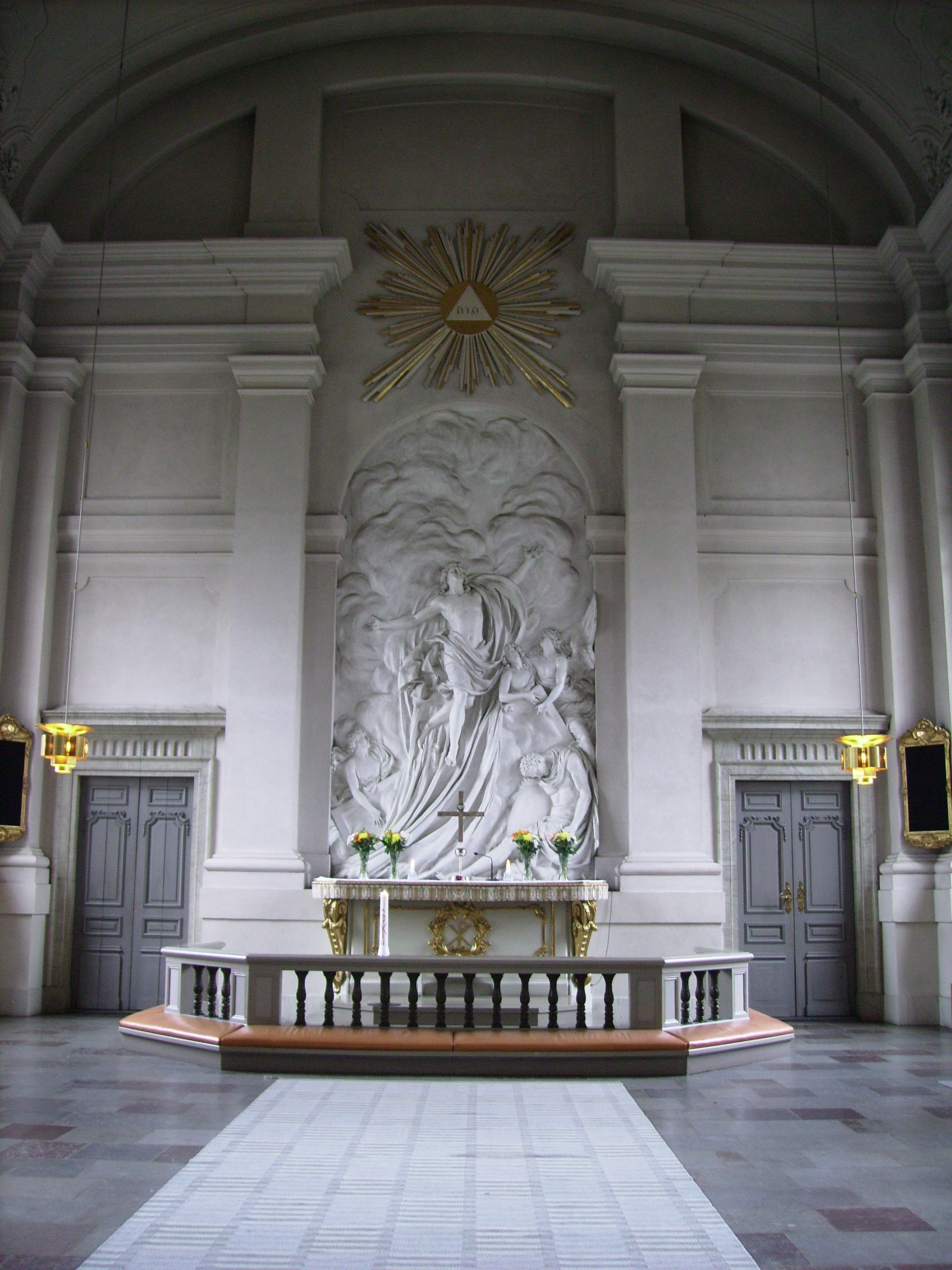
Ołtarz główny, dzieło Johana Tobiasa Sergela
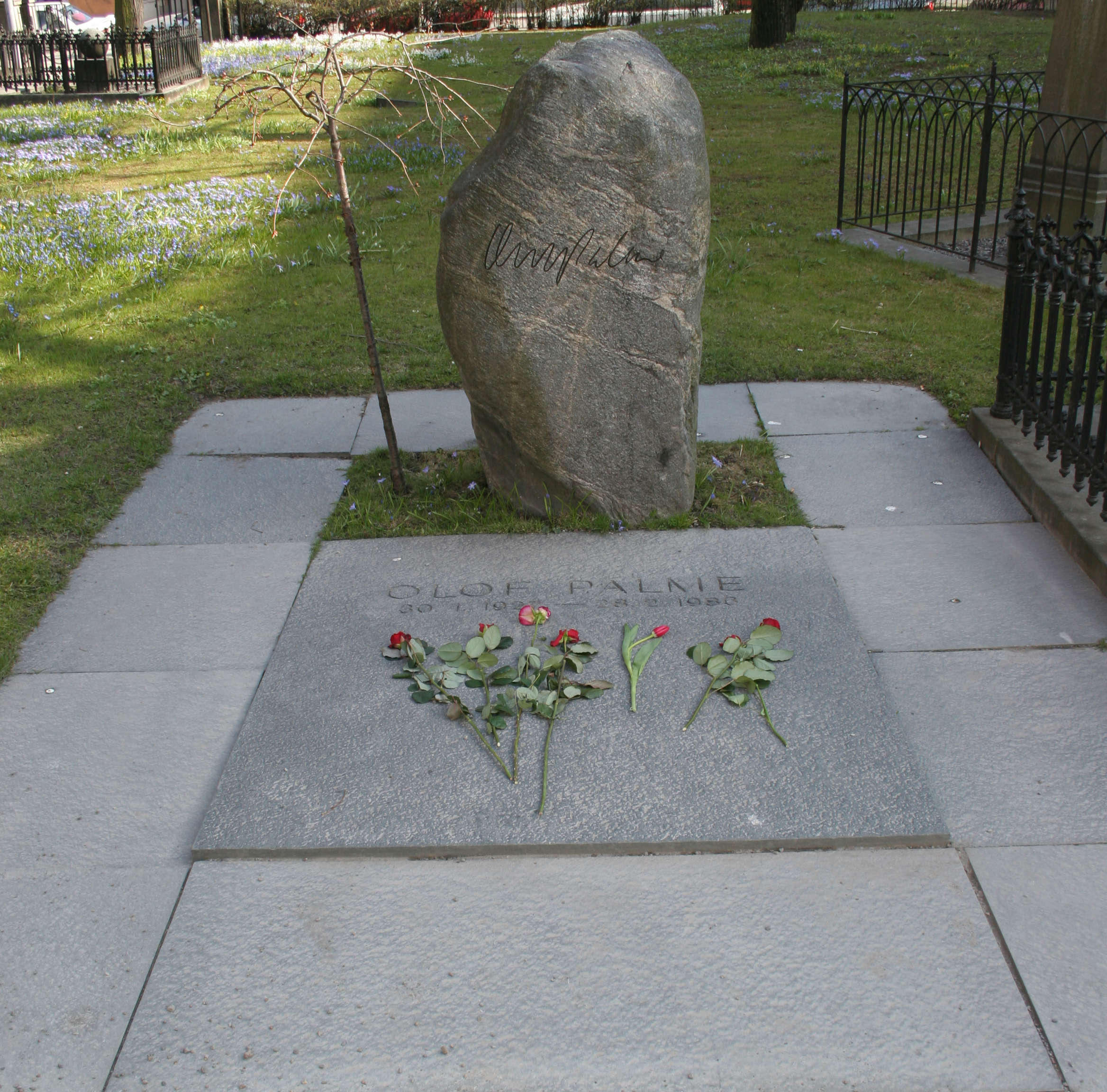
Grób Olofa Palme